# 圣安得烈堂
圣安得烈堂是中国武汉一座已被拆除的重要教堂，位于武昌区积玉桥（和平大道）。
圣安得烈堂是美国圣公会在武昌兴建的众多著名教堂之一，兴建于20世纪初，1915年落成。该堂中西合璧风格，琉璃瓦顶。
1937年8月15日，日軍軍機空袭南京，當時位於南京的國立中央圖書館籌備處奉命西遷；11月21日，抵漢口，設辦事處於圣安得烈堂；12月15日，再度奉命迁移长沙。  
1958年，武汉基督教实行联合礼拜，圣安得烈堂人员并入生命堂，房屋改作他用。
圣安得烈堂已经毁于1990年代。